# Літературна студія «Джерельце»
Літературна студія «Джерельце» (1987 рік, Львів) — дитяча творча спільнота.
Студія допомагає розвитку літературних здібностей у підростаючого покоління Львівщини. У дружній атмосфері дітей знайомлять з різними напрямками поетичної та прозової майстерності, допомагають у розвитку свого творчого потенціалу та регулярно видають як колективні, так і індивідуальні збірки з творами учасників.

## Історія
Студію заснувала та очолила Марія Людкевич у 1987 році. Студійці збираються що два тижні у неділю в приміщенні Львівської обласної бібліотеки. Учасники та учасниці читають та обговорюють свої твори, мають можливість почути відгуки та зауваження щодо своєї роботи. Часто на засіданнях присутні вже відомі поети/ки та письменники/ці: Микола Петренко, Олесь Гордон, Роман Іваничук, Ігор Гургула, Ігор Калинець та багато інших. Вони також з цікавістю беруть участь в обговореннях.

## Діяльність
Твори студійців часто надсилають у київський журнал «Дніпро», з яким активно співпрацює студія. У 2011 році оповідання Олександра Дімітрова «Відображення» було опубліковане у № 2 цього журналу за 2011 рік. Також, твори учасників часто з'являються у газеті «Галицьке юнацтво» та у низці дитячих журналів («Пригоди», «Ангелятко»). Кілька випускників «Джерельця» вже є членами Спілки письменників України. Поетичні твори юних учасників та учасниць часто друкуються окремими збірками журналу «Дніпро». Окрім того, у творчому доробку студії вже є чотири збірки.